# Al-Baida
Al-Baida (arapski: البيضاء), antički Nashqum, je grad na središtu Jemena, udaljen je oko 210 km južno od glavnog grada Sana (grad). Grad ima oko 29.059 stanovnika.
Al-Baida je glavni grad jemenske muhafaze Al-Baide koja ima 571.778 stanovnika. 

## Vanjske poveznice
- Al-Baida na karti Asia-atlas.com
- Gradovi i naselja u muhafazi Al-Baida[neaktivna poveznica]